# IC 3435
IC 3435 је спирална галаксија у сазвјежђу Береникина коса која се налази на листи објеката дубоког неба у Индекс каталогу.
Деклинација објекта је + 15° 7' 47" а ректасцензија 12h 30m 39,9s. Привидна величина (магнитуда) објекта IC 3435 износи 14,7 а фотографска магнитуда 15,6. IC 3435 је још познат и под ознакама UGC 7650, MCG 3-32-53, CGCG 99-72, VCC 1304, PGC 41338.